# Наманган (станция)
Наманган (узб. Namangan) — железнодорожная станция Узбекистанской железной дороги в городе Намангане.

## История
Идея постройки железнодорожного транспорта в Намангане, появилась в самом конце XIX века, когда в 1899 году, самаркандский второй гильдии купец Я. А. Рехтзамер, обратился к туркестанскому генерал-губернатору с ходатайством о разрешении провести за свой счет возможность постройки железнодорожной линии от станции Коканд Среднеазиатской железной дороги до города Намангана. Из-за смерти Рехтзамера идея заглохла, хотя многие русские торговые компании послылали ходатайства о строительстве железной дороги, надеясь «…что дорога устранит, наконец, тяжелые накладные расходы по двойной упаковке и перегрузке товаров, их повреждению при перевозке на арбах, верблюдах, устранит неудобства, снизит дороговизну, которая ложится тяжким бременем на потребителей изделий российских фабрик и заводов».
С 1903 по 1908 гг. вопросом строительства железной дороги, занимался инженер путей сообщения А. Н. Ковалевский, крупный предприниматель и совладелец ряда нефтяных разработок. Именно он в 1908 году получил разрешение организовать акционерное общество Коканд-Наманганской дороги и к 15 октября 1910 г. был внесен весь акционерный капитал и реализовано облигаций на сумму 3 799 845 руб. Строительное управление, располагавшееся в Коканде, было укомплектовано высококвалифицированными инженерами-путейцами: управляющим дорогой был назначен Н. А. Колобов, главным инженером Ф. Ф. Кригер. Работы начались 9 мая 1911 года и закончились в июне 1912 года, на год раньше намеченного срока. Правительственная комиссия приняла линию Коканд-Наманган, 21-22 декабря 1912 года. С 5 января 1913 г. дорога стала называться Ферганской.
В 2016 году здание вокзала было разобрано. На его месте возводится новый вокзал, рассчитанный на пропуск порядка 500 пассажиров в сутки. Сдача объекта в эксплуатацию ожидается в 2019 году.